# Quan hệ giữa khả năng và hiện thực
Khả năng và hiện thực là một cặp phạm trù trong phép biện chứng duy vật của chủ nghĩa Mác-Lenin và là một trong những nội dung của nguyên lý về mối liên hệ phổ biến dùng để chỉ mối quan hệ biện chứng giữa cái Hiện thực là phạm trù chỉ những cái đang tồn tại trên thực tế với Khả năng là phạm 
trù chỉ cái chưa xuất hiện, chưa tồn tại trên thực tế, nhưng sẽ xuất hiện, sẽ tồn tại thực sự khi có các điều kiện tương ứng. Nội dung về cặp phạm trù này đã được đưa vào chương trình giảng dạy của một số khối trường Đại học ở Việt Nam theo Quyết định của Bộ Giáo dục và Đào tạo.

## Khái niệm
Theo triết học Marx-Lenin thì khả năng là "cái hiện chưa có" nhưng bản thân khả năng có tồn tại, đó là một sự tồn tại đặc biệt tức là cái sự vật được nói tới trong khả năng chưa tồn tại, song bản thân khả năng thì tồn tại.
Hiện thực thì không đồng nghĩa với khái niệm hiện thực khách quan. Hiện thực khách quan là khái niệm chỉ các sự vật, vật chất tồn tại độc lập với ý thức của con người, còn hiện thực bao gồm cả những sự vật, hiện tượng vật chất đang tồn tại một cách khách quan trong thực tế và cả những gì đang tồn tại một cách chủ quan trong ý thức của con người.

## Mối quan hệ biện chứng
Khả năng và hiện thực tồn tại trong mối quan hệ chặt chẽ với nhau, không tách rời nhau, thường xuyên chuyển hóa lẫn nhau trong quá trình phát triển của sự vật. Trong sự vật hiện đang tồn tại chứa đựng khả năng, sự vận động phát triển của sự vật chính là quá trình biến khả năng thành hiện thực. Trong hiện thực mới đó lại nảy sinh khả năng mới, khả năng mới này nếu có những điều kiện lại biến thành hiện thực mới.
Quá trình đó được tiếp tục, làm cho sự vật vận động, phát triển một cách vô tận trong thế giới vật chất. Quan hệ giữa khả năng và hiện thực có tính phức tạp. Cùng trong những điều kiện nhất định, ở cùng một sự vật có thể tồn tại nhiều khả năng chứ không phải chỉ một khả năng.
Ngoài những khả năng vốn sẵn có, trong những điều kiện mới thì sự vật sẽ xuất hiện thêm những khả năng mới, đồng thời bản thân mỗi khả năng cũng thay đổi theo sự thay đổi của điều kiện. Để khả năng biến thành hiện thực, thường cần không phải chỉ một điều kiện mà là một tập hợp nhiều điều kiện.

## Phương pháp luận
Trong hoạt động thực tiễn cần dựa vào hiện thực để định ra kế hoạch, phương hướng hành động vì hiện thực là cái tồn tại thực sự, còn khả năng là cái hiện chưa có, nên nếu chỉ dựa vào cái còn ở dạng khả năng thì sẽ dễ rơi vào ảo tưởng. Lenin cho rằng: Chủ nghĩa Mác dựa vào hiện thực, chứ không dựa vào khả năng để vạch ra đường lối chính trị của mình và chủ nghĩa Mác căn cứ vào sự thật chứ không phải dựa vào khả năng.
Phải tính đến các khả năng để việc đề ra kế hoạch hành động sát thực và hợp lý nhất vì khả năng là cái chưa tồn tại thật sự nhưng nó cũng biểu hiện khuynh hướng phát triển của sự vật trong tương lai. Khi tính đến khả năng phải phân biệt được các loại khả năng gần, khả năng xa, khả năng tất nhiên và ngẫu nhiên... Từ đó mới tạo được các điều kiện thích hợp để biến khả năng thành hiện thực, thúc đẩy sự vật phát triển. Lenin phát biểu rằng: Người Mác xít chỉ có thể sử dụng để làm căn cứ cho chính sách của mình những sự thật được chứng minh rõ rệt và không thể chối cãi được.
Phải chú ý đến việc phát huy nguồn lực con người, tạo ra những điều kiện thuận lợi cho việc phát huy tính năng động sáng tạo của mỗi con người để biến khả năng thành hiện thực thúc đẩy xã hội phát triển vì việc chuyển khả năng thành hiện thực trong giới tự nhiên được thực hiện một cách tự động, nhưng trong xã hội, điều đó phụ thuộc nhiều vào hoạt động của con người.
Trong đời sống xã hội, hoạt động có ý thức của con người có vai trò lớn trong việc biến khả năng thành hiện thực. Nó có thể đẩy nhanh hoặc kìm hãm quá trình biến khả năng thành hiện thực, có thể điều khiển khả năng phát triển theo chiều hướng nhất định bằng cách tạo ra những điều kiện tương ứng. Không thấy vai trò của nhân tố chủ quan sẽ rơi vào tình trạng chịu bó tay, khuất phục trước hoàn cảnh hay phó mặc, buông xuôi tuy nhiên nếu tuyệt đối hóa chủ quan thì dễ rơi vào sai lầm chủ quan, mạo hiểm, duy ý chí.